# تحلية المياه في دول الخليج العربي

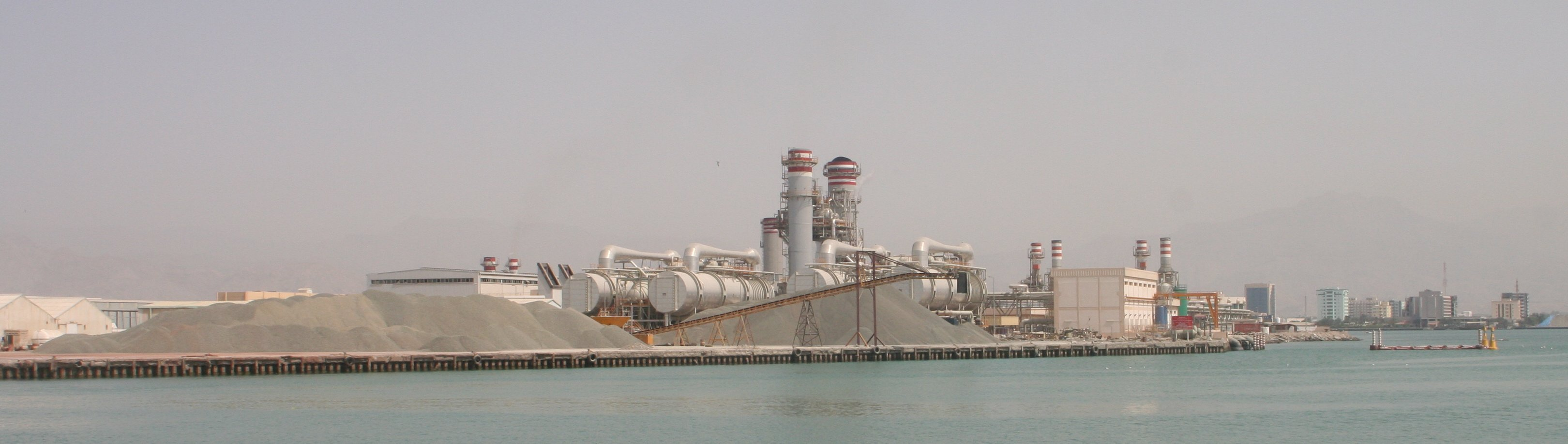
محطة تحلية المياه في رأس الخيمة (الإمارات العربية المتحدة).

تعتبر تحلية المياه واحدة من أهم الصناعات في دول الخليج العربي حيث تعتمد هذه الدول بشكل كبير على تحلية مياه البحر لتلبية احتياجاتها من المياه العذبة بسبب ندرة الموارد المائية الطبيعية. وفقا لتقارير منظمة التعاون الاقتصادي والتنمية تنتج دول الخليج العربي نحو 50% من إجمالي المياه المحلاة عالميا مما يجعلها الرائدة في هذا المجال على مستوى العالم. تشير الإحصائيات إلى أن المملكة العربية السعودية تعد أكبر منتج للمياه المحلاة حيث تنتج نحو 7 ملايين متر مكعب يوميا تليها الإمارات العربية المتحدة بإنتاج يصل إلى 5 ملايين متر مكعب يوميا.
من الناحية التكنولوجية تستخدم دول الخليج العربي تقنيات متقدمة في تحلية المياه مثل التناضح العكسي والتبخير متعدد المراحل حيث تعد هذه التقنيات الأكثر كفاءة في تحويل مياه البحر إلى مياه صالحة للشرب. وفقا لدراسات حديثة تستهلك عمليات تحلية المياه في الخليج العربي نحو 15% من إجمالي الطاقة المنتجة في المنطقة مما يجعلها واحدة من أكثر الصناعات استهلاكا للطاقة.
بالإضافة إلى ذلك تشهد دول الخليج العربي استثمارات كبيرة في مشاريع تحلية المياه حيث بلغت قيمة الاستثمارات في هذا القطاع نحو 20 مليار دولار أمريكي في عام 2023 وفقا لتقارير اقتصادية. ومع ذلك تواجه هذه الصناعة تحديات بيئية مثل ارتفاع نسبة الانبعاثات الكربونية والتأثير على الحياة البحرية مما دفع دول الخليج العربي إلى البحث عن حلول مستدامة مثل استخدام الطاقة المتجددة في عمليات التحلية.

## المقدمة
يُمثل الحصول على المياه العذبة النقية أحد التحديات الكبرى التي تواجهها شعوب العالم المتزايدة أعدادها، يوماً بعد يوم ففي الوقت الذي تتناقص موارد المياه العذبة في جميع أنحاء العالم تتجه الأنظار إلى مياه البحار والمحيطات المتاحة كمصدر مهم لتلبية الاحتياجات المتزايدة من المياه العذبة من خلال عمليات التحلية وتعد تحلية مياه البحر أحد الوسائل المستخدمة للحد من ظاهرة العجز المائي التي تعاني منها دول عديدة ومن ضمنها دول الخليج العربي التي تفتقر إلى المياه العذبة إذ لا تتوفر فيها أي انهار دائمة الجريان وتعتمد فقط على ما موجود من مياه جوفية التي غالباً ما تكون مياهها ذات ملوحة عالية لذلك اتجهت هذه الدول إلى تحلية المياه من البحر لمواجهة العجز المائي بالرغم من تكاليفها العالية وتعتمد تحليه مياه البحر على تحويل المياه المالحة إلى مياه نقية من الأملاح صالحة للاستخدام عبر إنشاء محطات ضخمة باستخدام التكنلوجيا الحديثة.

## واقع الموارد المائية
يكتسب موضوع المياه أهمية خاصة لمحدودية المتاح منها كمياه الشرب وللزراعة والصناعة وطبقاً للمؤشر الذي يفضي إلى أن أي دولة يقل فيه متوسط نصيب الفرد فيه من المياه سنوياً عن (1000-2000 متر مكعب) تعد دولة تعاني من ندرة مائية وهذه الندرة في المياه تتفاقم باستمرار بسبب زيادة معدلات النمو السكاني العالية ويوضح تقرير البنك الدولي لسنة 1993 أن متوسط نصيب الفرد السنوي من الموارد المائية المتجددة والقابلة للتجدد في الوطن العربي مع استبعاد مخزون المياه الكامنة في باطن الأرض سيصل إلى 667 متر مكعب / سنة عام 2025 بعدما كان 3430 متر مكعب / سنة عام 1960 أي بانخفاض ما نسبته 80% وإذا كان الواقع المائي صعباً في الوطن العربي إذ لا يتجاوز نصيبه من الإجمالي العالمي للأمطار 1.5% في المتوسط بينما تتعدى مساحته 10% من إجمالي يابسة العالم فان واقع الحال في المشرق العربي يبدو أكثر تعقيداً إذ لا يتعدى نصيبه 0.2% من مجمل المياه المتاحة في العالم العربي في الوقت الذي ترتفع فيه معدلات الاستهلاك بشكل كبير فخلال الفترة (1980-1990) تضاعف الطلب على المياه لأغراض الزراعة في دول الخليج العربي ثماني مرات رغبة منها في تحقيق الاكتفاء الذاتي بالنسبة لبعض المواد الغذائية كما ازداد الاستهلاك المنزلي بمقدار ثلاثة أمثاله خلال نفس الفترة بسبب تحسن مستوى المعيشة وجاء الاهتمام والتركيز على تحلية مياه البحر كمصدر أساسي ومتجدد غير ناضب للمياه ومما لا شك فيه إن الدول الخليجية هي دول ساحلية مما يعطيها ميزة وجود مصدر للمياه بكميات لا حدود لها يمكن تحليتها والاعتماد عليها كمصدر أساسي للمياه وتمتاز تحلية مياه البحر بأن محطاتها يمكن إقامتها في مواقع قريبة من مواقع الاستهلاك مما يؤدي إلى توفير إنشاء خطوط نقل مكلفة جداً وتحتاج إلى تكلفة رأسمالية منخفضة لكل وحدة سعة مقارنة بتكلفة إقامة وتشغيل منشآت تقليدية مثل السدود ولكنها تحتاج إلى تكلفة تشغيلية أعلى بكثير تتألف من معدات ميكانيكية ولذلك فمن المتوقع أن يستمر تطوير كفاءتها وتخلو أقامتها من العوائق السياسية أو القانونية مثل العوائق التي تتعلق باستغلال الموارد الطبيعية المشتركة مثل الأنهار ومتوفرة بأحجام متنوعة وتقنيات مختلفة ومناسبة أكثر لعمليات تنظيم تمويل مشاريعها مقارنة بعمليات تمويل المشاريع المائية التقليدية وفترة إنشائها أقصر بكثير من فترة إقامة خطوط نقل مياه من مناطق نائية.
ومنطقة الخليج العربي من المناطق الجافة وشبه الجافة التي تعاني من ندرة المياه العذبة إذ لا يتعدى فيها نصيب الفرد من المياه المتجددة (500 متر مكعب / السنة) وتشكل الصحاري الغالبية العظمى من مساحتها دولها وتنعدم فيها المياه السطحية مثل الأنهار والبحيرات أما الأمطار فهي قليلة وغير منتظمة وتسقط في المعدل بما يقارب 100 ملم / سنة ويتبخر قدر كبير منها نتيجة لارتفاع كمية التبخر السنوية التي تصل إلى أكثر من 3500 ملم / سنة وفي ظل هذه الظروف القاسية أعتمد الإنسان في هذه المنطقة علي المياه الجوفية كمصدر أساسي لمياه الشرب وشهدت الأجزاء التي تمتعت بوفرة المياه الجوفية وسهولة استخراجها مثل البحرين وسلطنة عمان والمناطق الشرقية والشمالية للسعودية ومنطقة العين في الإمارات نمواً سكانياً وزراعياً متميزاً وفي قطر لجأ السكان إلى ضخ المياه الجوفية من المناطق الغنية بها، ولجأ السكان في عُمان والإمارات إلى إيصال المياه من سفوح الجبال إلى المناطق السكنية عن طريق الأفلاج أما في الكويت فقد أعتمد السكان على جلب المياه من شط العرب بواسطة المراكب الخشبية إلى جانب المياه الجوفية وشكلت الأمطار مصدراً محدوداً للمياه في المناطق التي تتميز بوجود أودية فيها مثل الإمارات والسعودية وعُمان ومع اكتشاف النفط في حوالي منتصف القرن العشرين حدثت في دول الخليج العربي نهضة اقتصادية وصناعية وزراعية رافقها نمو سكاني وتطور في أساليب وأنماط المعيشة وسهولة الحصول على المياه بفضل إنشاء شبكات نقل وتوزيع المياه التي انعكست على ارتفاع الطلب على المياه الجوفية وشكل ضغطاً عليها نتج عنه انخفاض مناسيب المياه الجوفية وتدهور نوعية مياهها.
أن الموارد المائية السطحية محدودة بشدة في المنطقة الساحلية على طول ساحل البحر الأحمر في السعودية وعلى طول ساحل بحر عُمان ولا توجد وديان دائمة الجريان إلا في المنطقة الساحلية في عمان كما تمثل شحة موارد خزانات (مكامن المياه الجوفية المتجددة) عقبة أمامها ولذا يتراوح متوسط نصيب الفرد سنوياً من الموارد المائية العذبة المتاحة في تلك الدول بين حوالي 60 – 370 متر كعب مما يجعلها أقل دول العالم تمتعاً بهذه الموارد ويمكن أن ينخفض متوسط نصيب الفرد من المياه العذبة المتاحة فيها ما يقرب من 94 متر مكعب بحلول عام 2030 على أساس توقع زيادة عدد السكان إلى حوالي 56 مليون نسمة والسعودية هي الوحيدة التي تمتلك كميات كبيرة حوالي 340 مليار متر مكعب من المياه الجوفية غير المتجددة في خزانات مياه جوفية عميقة ولكنها آخذة في النضوب بسرعة وظلت جميع دول الخليج العربي توفر معظم المياه اللازمة للاستخدامات البلدية والصناعية من تحلية مياه البحر على مدى الفترة الماضية وسيزيد اعتمادها على هذه الطريقة لتوفير إمدادات المياه مع تزايد النمو السكاني ومع أن التكلفة المالية لمياه البحر المحلاة المنتجة من المحطات الكبيرة التي أنجزت في الآونة الأخيرة انخفضت إلى ما يتراوح بين حوالي 0.45 و0.70 دولار أمريكي / متر مكعب في الولايات المتحدة وأماكن أخرى فإن متوسط تكاليف إنتاجها في دول الخليج العربي لا يزال يتراوح بين 1 و2 دولار أمريكي / متر مكعب.
وتشهد دول الخليج العربي الستة منذ العقود الثلاثة الماضية تنمية متسارعة في مختلف النواحي الاجتماعية والعمرانية والصناعية والزراعية، وصاحبها زيادات متعاظمة في الطلب على المياه وقد قامت دول الخليج العربي الستة بجهود مضنية ومستمرة في بناء محطات التحلية، وإعادة استخدام المياه المعالجة، وبناء السدود لحجز المياه السطحية فضلاً عن زيادة الكميات المسحوبة من الموارد المائية الجوفية ويمكن تقسيم مصادر المياه في دول الخليج العربي الستة إلى: